# Parapegma
Ein Parapegma (altgriechisch παράπηγμα „Tafel“, „Kalender“) ist ein antiker Steckkalender, der von den Griechen auf Grundlage der babylonischen Astronomie mit Wettervorhersagen verbunden wurde. 

## Herkunft
Auf dem aus Stein bestehenden Kalender waren die heliakischen und akronychischen Auf- und Untergänge der wichtigsten Sternbilder sowie einzelner auffälliger Sterne vermerkt. Die Datierungen erfolgten auf Grundlage des babylonischen Zodiaks, in welchem die Zyklen aus den Differenzangaben der Auf- und Untergänge berechnet wurden.

## Technik
Parapegmen gab es in Stein oder in Buchrollenform, in die Löcher für jeden Tag des Jahres gebohrt waren. Diese enthielten Täfelchen mit Monatsnamen und Tagesnummern des bürgerlichen Kalenders. So konnte man die Jahreszeit zu dem bürgerlichen Datum bestimmen. 
Im weiteren Sinne wird auch das Zifferblatt einer astronomischen Uhr, auf dem der Sonnenstand durch einen eingesteckten Pflock markiert war, als Parapegma bezeichnet.

## Weiterentwicklung
Euktemon erweiterte den babylonischen Steckkalender mit Wettervorhersagen. Da die Parapegmen für jeden Tag die Sonnenstellungen und Sternphasen in Kombination mit Wetterveränderungen enthielten, konnten daraus für Zodiakalstellungen der Sonne beziehungsweise für Sternphasen typische Wetterbedingungen abgeleitet werden. 
Nach Geminos wurden sie rein empirisch aufgestellt. Allerdings weist er selbst einen kausalen Zusammenhang zwischen Wetter und Sternphasen ausdrücklich zurück.